# Carl Joseph Kuckhoff

Carl Joseph Kuckhoff

Carl Joseph Kuckhoff (* 16. September 1878 in Köln; † 2. Oktober 1944 in Hildesheim) war ein deutscher Politiker und Reichstagsabgeordneter.
Nach dem Abitur studierte er an der Rheinischen Friedrich-Wilhelms-Universität in Bonn Geschichte und Philologie und war dann als Lehrer in Wipperfürth und Essen tätig. In seiner Essener Zeit wurde er 1912 in den deutschen Reichstag gewählt, wo er die Zentrumspartei bis 1918 vertrat. Im Gewerkschaftsstreit setzte er sich für die Kölner Richtung ein. Weil er 1917 für einen Verständigungsfrieden eintrat, wurde er von der Rheinisch-Westfälischen Zeitung scharf angegriffen. Nach seiner Zeit im Reichstag war er noch bis 1934 als Studienrat und Professor am Dreikönigsgymnasium in Köln tätig.
Kuckhoff trat 1898 der katholischen Studentenverbindung WKStV Unitas-Salia Bonn bei.